# Abbaye de Marienkamp
 (décembre 2024).
Si vous disposez d'ouvrages ou d'articles de référence ou si vous connaissez des sites web de qualité traitant du thème abordé ici, merci de compléter l'article en donnant les références utiles à sa vérifiabilité et en les liant à la section « Notes et références ».
L'abbaye de Marienkamp ou abbaye d'Esingfelde est une ancienne abbaye bénédictine à Esens, dans le Land de Basse-Saxe et le diocèse d'Osnabrück.

## Histoire
On ne sait pas quand les bénédictins fondent le monastère, il n'y a pas de documents. Les traditions postérieures attribuent la fondation à Hatebrand (mort en 1198), sans que cela soit justifiée. Il est abbé de Feldwirth, la première abbaye bénédictine de la Frise orientale. Marienkamp est jumelé avec l'abbaye de Pansath, comme les autres premières abbaye de l'ordre en Frise orientale, un monastère double : les religieuses vivent à Pansath, tandis que les moines sont logés à Marienkamp. Beaucoup d'entre eux sont issus de la population locale.
Marienkamp est mentionné pour la première fois en 1235, à cette époque elle est probablement encore à environ cinq kilomètres au sud-ouest du site aujourd'hui désigné comme celui de l'abbaye d'Olde. Cette dernière est un important sanctuaire marial, qui attirait de nombreux pèlerins chaque année au Moyen Âge.
Avant 1420, Marienkamp déménage certainement à son emplacement actuel. Au début du XVe siècle, apparemment, une période de déclin s'installe.
Sur l'insistance du chef d'Esens, Wibet de Stedesdorf, et avec le soutien de l'archevêque de Brême Jean II de Schlamstorf (de), Marienkamp et sa filiale Olde et toute la propriété bénédictine dans la région d'Esens deviennent en 1420 les possessions des Augustins de l'abbaye de Frenswegen (de), le premier monastère allemand, qui rejoint la congrégation de Windesheim en 1400. Wibet avait auparavant conduit les moines bénédictins de Marienkamp à Norden à l'abbaye de Marienthal (de). Le prévôt de Frenswegen Henricus Loeder mène une réforme. Il rebaptise l'abbaye d'Esingfelde abbaye de Marienkamp. Marienkamp devient le monastère le plus important de l'ordre de la Frise orientale dans les années suivantes, à qui plusieurs monastères et domaines dans un environnement plus proche sont subordonnés.
Les nouveaux propriétaires continuent à exploiter les filiales de Margens, Olde et Pansath comme des domaines agricoles de Marienkamp. Au départ, seuls quelques moines s'installent au quartier général. Arnold von Crefeld devient le prévôt en 1424. Par la suite, le monastère prend un développement économique rapide. Par exemple, Crefeld achète l'abbaye de Sconamora (de), abandonnée par prémontrés, et en fait une filiale. De nouveaux bâtiments agricoles sont bâtis dans des domaines. Crefeld met fin également au conflit aux différends de longue date entre Wibet de Stedesdorf et le seigneur d'Oldendorf (qui meurt en mer). Il meurt avec 13 autres moines le 23 septembre 1431 de la peste. Malgré la peste, le monastère croît vigoureusement, on compte une centaine d'hommes. En 1450, l'abbaye crée une filiation avec les abbayes de Hopels (de) et Coldinne (de), auparavant couvents prémontrés. À l'initiative de Marienkamp, le monastère bénédictin de Sielmönken (de) est également converti en monastère augustinien. Une nouvelle église est élevée à Marienkamp en 1484.
Le déclin du monastère augustinien commence avant la Réforme. Lors du combat pour la suprématie dans le Harlingerland, la querelle saxonne, le comte Edzard pille l'abbaye et prend les bêtes. Au cours d'autres affrontements avec le comte Ennon II de Frise orientale, Junker Balthasar von Esens, le chef du Harlingerland, met le feu à Marienkamp en 1530 et s'approprie ses marchandises. Les archives et la bibliothèque sont probablement détruits, à l'exception de quelques vestiges (à ce jour seulement cinq manuscrits à Marienkamp sont connus). De l'équipement du monastère, seules des parties de l'orgue sont conservées dans l'église Saint-Barthélemy de Dornum (de). Les moines restants vont après la destruction de Marienkamp à Pansath, qui est apparemment dissous par Balthasar cinq ans plus tard. Sur la ferme abandonnée, une ferme est construite, les propriétaires souverains accordent un bail. Lorsque la Frise orientale devient une province prussienne en 1744, les nouveaux propriétaires privatisent la ferme en 1777. En 1917, un incendie détruit la ferme, qui n'est pas reconstruite par la suite.
À partir d'Esens, le terp du monastère, qui est recouvert de vieux arbres, se trouve à environ un kilomètre au sud-ouest de la commune au sud de la rue Mühlenstrich. L'ancien monastère mesure environ 325 mètres de long, jusqu'à 140 mètres de large et un maximum de 1,5 mètre de haut. Du monastère, aucun bâtiment n'a survécu. Ce qu'ils étaient autrefois n'est pas clair. Les fouilles n'ont pas encore eu lieu. Dans le sol, on soupçonne les fondations de sept grands bâtiments. Aujourd'hui, seuls les noms de rues rappellent l'existence et la signification du monastère à la fin du Moyen Âge.